# Cornelis Christiaan Berg
Cornelis Christiaan (Cees) Berg (Bandung, Indonesia; 2 de julio de 1934-Róterdam, 31 de agosto de 2012) fue un botánico neerlandés que se especializó en la familia Moraceae y en los géneros Cecropia y Ficus.

## Vida y obra
Estudió horticultura en 1957 en la Universidad de Utrecht, y en 1964 hizo lo propio con biología. Trabajó como docente.
En 1985 oposicionó y ganó la cátedra de botánica en la Universidad de Bergen (Noruega).
Efectuó su doctorado con la monografía "Estudios taxonómicos en Moraceae de la Flora Neotropical".

## Algunas publicaciones
- Flora of Gabon, 1984
- Flore du Cameroun, 1985
- Flora of Tropical East Africa, 1989
- Flora Neotropica, Flora of the Guianas, Flora de Venezuela, Flora de Ecuador. En: Flora Neotropica Monograph. NY 9
- c.c. Berg, p.f. Rosseli. 2005. Cecropia. En: Flora Neotropica Monograph. Nueva York 9
- 27C. Moraceae (Ficus). Fasc. 85 de Flora of Ecuador. Ed. 	Department of Plant and Environmental Sci. Univ. of Gothenburg, 148 pp. ISBN 91-85529-16-8, ISBN 978-91-85529-16-2 2009

- La abreviatura «C.C.Berg» se emplea para indicar a Cornelis Christiaan Berg como autoridad en la descripción y clasificación científica de los vegetales.[1]